# 盛岡一夫
盛岡一夫（もりおか かずお、1939年 - ）は、日本の法学者。専門は、知的財産法、特許法・著作権法・商標権法にわたる知的財産法の全領域。東洋大学名誉教授。工業所有権法学会理事を歴任。法律時報の学会回顧特集の執筆を数回手掛けた

## 略歴
- 1966年 東洋大学法学部卒業
- 1971年 東洋大学大学院法学研究科博士課程単位取得
- 1971年 東洋大学法学部　講師
- 1976年 東洋大学法学部　助教授
- 1983年 東洋大学法学部　教授
- 2010年 東洋大学定年退職　名誉教授

## 主な著書・論文
- 『知的財産法概説』（法学書院、2004年）
- 『知的財産権辞典』共著（丸善、2004年）
- 『手形小切手法概説』（中央経済社、1986年）
- 『意匠法２５講』共著（有斐閣、1980年）
- 『特許法５０講』共著（有斐閣、1978年）
- 『工業所有権法演習』共著（有斐閣、1978年）
- 「「需要者の間に広く認識されている」の意義 : 商標法4条1項10号・32条1項および不正競争防止法2条1項1号」知的財産法研究149号（2012年）
- 「特許実施契約」知的財産法研究139号（2008年）
- 「特許侵害訴訟における先使用権」白山法学3号（2007年）
- 「引用の要件」『知的財産権法と競争法の現代的展開（紋谷暢男教授古希記念）』（発明協会、2006年）
- 「商標法および不正競争防止法にいう「需要者の間に広く認識されている」の意義」特許研究37号（2004年）
- 「著作権法の法的性格」『著作権法と民法の現代的課題（半田正夫先生古希記念論集）』（法学書院、2003年）
- 「知的財産権の概念」日本工業所有権法学会年報19号（1995年）
- 「先使用権の要件と範囲」東洋法学30巻1・2合併号（1987年）
- 「通常実施権者の差止請求権」日本工業所有権法学会年報8号（1985年）

## 研究
独占的通常実施権による差止請求権に関して、債権者代位による差止請求権の行使について肯定する学説が多い中、固有の差止請求権を認める立場をとる。
妨害排除請求権を認める要件として、妨害排除を認めるべきことによって生ずべき侵害者の犠牲の程度と、被害者が妨害排除によって受ける利益などの比較考慮によって決定すべきであり、被侵害利益の種類性質と、侵害行為の態様との両面からも相関的に考慮すべきであって、この判断のしかたは不法行為の成立について違法性を判断する場合と同様であるとする。この考え方によると独占的通常実施権者に固有の差止請求権を認めるべきこととしている。
先使用権制度の趣旨に関しては、大別して経済説と公平説があるが、公平説を採りつつ先使用者の発明の占有状態に先使用権の存在理由があるとする。特許出願の際、当該特許発明と同一の技術思想を自己のものとして一種の占有状態が認められるものに対して、公平の見地から当該技術を継続実施する権利を認める必要があるとしている。
著作権も所有権も排他的支配権であるが、その客体が異なっているから併存することができる。ある有体物に対する所有権は、その有体物に対する排他的な支配権能にとどまり、その支配権能をおかすことなく、有体物上に表現されている模様などの無体物を利用したとしても、その行為は所有権を侵害するものではないことになる。